# 哈尔斯滕贝克
哈尔斯滕贝克是德国石勒苏益格－荷尔斯泰因州的一个市镇。总面积12.58平方公里，总人口16789人，其中男性8170人，女性8619人（2011年12月31日），人口密度1 335人/平方公里。